# خسوس اونانووا
خسوس اونانووا (انگلیسی: Jesús Unanua؛ زادهٔ ۲۳ ژوئن ۱۹۶۹) بازیکن فوتبال اهل اسپانیا است.
از باشگاه‌هایی که در آن بازی کرده‌است می‌توان به باشگاه فوتبال خرز، باشگاه فوتبال آلباسته بالومپیه، باشگاه فوتبال الچه، باشگاه فوتبال اوساسونا، باشگاه فوتبال لگانس، و باشگاه فوتبال ویارئال اشاره کرد.
وی همچنین در تیم ملی فوتبال زیر ۱۸ سال اسپانیا بازی کرده‌است.